# Foot Ball Club Matera 1972-1973
Questa voce raccoglie le informazioni riguardanti il Foot Ball Club Matera nelle competizioni ufficiali della stagione 1972-1973.

## Rosa
| N. |                   | Ruolo | Calciatore         |
| -- | ----------------- | ----- | ------------------ |
|    | Italia (bandiera) | P     | Vincenzo Antezza   |
|    | Italia (bandiera) | P     | Alberto Bertonelli |
|    | Italia (bandiera) | D     | Angelo Angelino    |
|    | Italia (bandiera) | D     | Pietro Baldan      |
|    | Italia (bandiera) | D     | Giuseppe De Lucia  |
|    | Italia (bandiera) | D     | Basso Germinario   |
|    | Italia (bandiera) | D     | Nicola Loprieno    |
|    | Italia (bandiera) | D     | Emilio Monaldi     |
|    | Italia (bandiera) | D     | Antonio Petrelli   |
|    | Italia (bandiera) | C     | Luigi Boccolini    |
|    | Italia (bandiera) | C     | Antonio Cataldi    |

| N. |                   | Ruolo | Calciatore         |
| -- | ----------------- | ----- | ------------------ |
|    | Italia (bandiera) | C     | Giuseppe Galati    |
|    | Italia (bandiera) | C     | Claudio Gambini    |
|    | Italia (bandiera) | C     | Michele Mazzei     |
|    | Italia (bandiera) | C     | Massimo Menichelli |
|    | Italia (bandiera) | A     | Vito Chimenti      |
|    | Italia (bandiera) | A     | Eustachio Manicone |
|    | Italia (bandiera) | A     | Pietro Michesi     |
|    | Italia (bandiera) | A     | Raffaele Pinton    |
|    | Italia (bandiera) | A     | Pierluigi Pucci    |
|    | Italia (bandiera) | A     | Antonio Toffanin   |
|    | Italia (bandiera) | A     | Fernando Veneranda |

## Risultati

### Serie C

#### Girone di andata
| 1972 1ª giornata | Acireale | 2 – 1 | Matera |  |

| 1972 2ª giornata | Matera | 1 – 0 | Cosenza |  |

| 1972 3ª giornata | Avellino | 2 – 1 | Matera |  |

| 1972 4ª giornata | Matera | 1 – 0 | Lecce |  |

| 1972 5ª giornata | Barletta | 5 – 3 | Matera |  |

| 1972 6ª giornata | Matera | 1 – 1 | Sorrento |  |

| 1972 7ª giornata | Siracusa | 1 – 1 | Matera |  |

| 1972 8ª giornata | Matera | 1 – 1 | Juventus Stabia |  |

| 1972 9ª giornata | Casertana | 3 – 1 | Matera |  |

| 1972 10ª giornata | Matera | 1 – 0 | Salernitana |  |

| 1972 11ª giornata | Trani | 1 – 0 | Matera |  |

| 1972 12ª giornata | Matera | 4 – 1 | Potenza |  |

| 1972 13ª giornata | Frosinone | 1 – 0 | Matera |  |

| 1972 14ª giornata | Matera | 2 – 2 | Messina |  |

| 1972 15ª giornata | Trapani | 4 – 2 | Matera |  |

| 1973 16ª giornata | Matera | 0 – 1 | Turris |  |

| 1973 17ª giornata | Pro Vasto | 1 – 1 | Matera |  |

| 1973 18ª giornata | Matera | 2 – 0 | Crotone |  |

| 1973 19ª giornata | Chieti | 2 – 1 | Matera |  |

#### Girone di ritorno
| 1973 20ª giornata | Matera | 0 – 0 | Acireale |  |

| 1973 21ª giornata | Cosenza | 4 – 3 | Matera |  |

| 1973 22ª giornata | Matera | 0 – 0 | Avellino |  |

| 1973 23ª giornata | Lecce | 3 – 0 | Matera |  |

| 1973 24ª giornata | Matera | 1 – 0 | Barletta |  |

| 1973 25ª giornata | Sorrento | 1 – 1 | Matera |  |

| 1973 26ª giornata | Matera | 0 – 0 | Siracusa |  |

| 1973 27ª giornata | Juventus Stabia | 2 – 0 | Matera |  |

| 1973 28ª giornata | Matera | 2 – 2 | Casertana |  |

| 1973 29ª giornata | Salernitana | 1 – 0 | Matera |  |

| 1973 30ª giornata | Matera | 2 – 0 | Trani |  |

| 1973 31ª giornata | Potenza | 0 – 2 | Matera |  |

| 1973 32ª giornata | Matera | 2 – 2 | Frosinone |  |

| 1973 33ª giornata | Messina | 1 – 0 | Matera |  |

| 1973 34ª giornata | Matera | 1 – 2 | Trapani |  |

| 1973 35ª giornata | Turris | 0 – 1 | Matera |  |

| 1973 36ª giornata | Matera | 1 – 1 | Pro Vasto |  |

| 1973 37ª giornata | Crotone | 3 – 0 | Matera |  |

| 1973 38ª giornata | Matera | 2 – 0 | Chieti |  |

### Coppa Italia Semiprofessionisti

#### Fase a gironi
| 1972 | Matera | 1 – 1 | Avellino |  |

| 1972 | Salernitana | 1 – 1 | Matera |  |

| 1972 | Avellino | 4 – 1 | Matera |  |

| 1972 | Matera | 2 – 2 | Salernitana |  |

## Statistiche

### Statistiche di squadra
| Competizione                    | Punti | In casa | In casa | In casa | In casa | In casa | In casa | In trasferta | In trasferta | In trasferta | In trasferta | In trasferta | In trasferta | Totale | Totale | Totale | Totale | Totale | Totale | DR  |
| Competizione                    | Punti | G       | V       | N       | P       | Gf      | Gs      | G            | V            | N            | P            | Gf           | Gs           | G      | V      | N      | P      | Gf     | Gs     | DR  |
| ------------------------------- | ----- | ------- | ------- | ------- | ------- | ------- | ------- | ------------ | ------------ | ------------ | ------------ | ------------ | ------------ | ------ | ------ | ------ | ------ | ------ | ------ | --- |
| Serie C                         | 32    | 19      | -       | -       | -       | -       | -       | 19           | -            | -            | -            | -            | -            | 38     | 10     | 12     | 16     | 42     | 50     | -8  |
| Coppa Italia Semiprofessionisti | 3     | 2       | 0       | 2       | 0       | 3       | 3       | 2            | 0            | 1            | 1            | 2            | 5            | 4      | 0      | 3      | 1      | 5      | 8      | -3  |
| Totale                          | -     | 21      | -       | -       | -       | -       | -       | 21           | -            | -            | -            | -            | -            | 42     | 10     | 15     | 17     | 47     | 58     | -11 |

### Statistiche dei giocatori
| Giocatore     | Serie C  | Serie C | Coppa Italia Semiprofessionisti | Coppa Italia Semiprofessionisti | Totale   | Totale |
| Giocatore     | Presenze | Reti    | Presenze                        | Reti                            | Presenze | Reti   |
| ------------- | -------- | ------- | ------------------------------- | ------------------------------- | -------- | ------ |
| A. Angelino   | 22       | 0       | ?                               | ?                               | 22+      | 0+     |
| V. Antezza    | 2        | -?      | ?                               | ?                               | 2+       | 0+     |
| P. Baldan     | 22       | 0       | ?                               | ?                               | 22+      | 0+     |
| A. Bertonelli | 38       | -?      | ?                               | ?                               | 38+      | 0+     |
| L. Boccolini  | 6        | 1       | ?                               | ?                               | 6+       | 1+     |
| A. Cataldi    | 5        | 0       | ?                               | ?                               | 5+       | 0+     |
| V. Chimenti   | 36       | 16      | ?                               | ?                               | 36+      | 16+    |
| G. De Lucia   | 3        | 0       | ?                               | ?                               | 3+       | 0+     |
| G. Galati     | 36       | 2       | ?                               | ?                               | 36+      | 2+     |
| C. Gambini    | 22       | 0       | ?                               | ?                               | 22+      | 0+     |
| B. Germinario | 36       | 0       | ?                               | ?                               | 36+      | 0+     |
| N. Loprieno   | 35       | 0       | ?                               | ?                               | 35+      | 0+     |
| E. Manicone   | 4        | 0       | ?                               | ?                               | 4+       | 0+     |
| M. Mazzei     | 22       | 2       | ?                               | ?                               | 22+      | 2+     |
| M. Menichelli | 19       | 0       | ?                               | ?                               | 19+      | 0+     |
| P. Michesi    | 29       | 6       | ?                               | ?                               | 29+      | 6+     |
| E. Monaldi    | 29       | 0       | ?                               | ?                               | 29+      | 0+     |
| A. Petrelli   | 15       | 0       | ?                               | ?                               | 15+      | 0+     |
| R. Pinton     | 6        | 0       | ?                               | ?                               | 6+       | 0+     |
| P. Pucci      | 5        | 1       | ?                               | ?                               | 5+       | 1+     |
| A. Toffanin   | 29       | 11      | ?                               | ?                               | 29+      | 11+    |
| F. Veneranda  | 32       | 1       | ?                               | ?                               | 32+      | 1+     |